# Christopher Vitch
Christopher Vitch (* 10. Mai 1983 in Florida) ist ein professioneller US-amerikanischer Pokerspieler. Er ist zweifacher Braceletgewinner der World Series of Poker.

## Persönliches
Vitch arbeitete vor seiner Pokerkarriere als Informatiker. Er lebt in Scottsdale im US-Bundesstaat Arizona.

## Pokerkarriere

### Werdegang
Seine erste Geldplatzierung bei einem Live-Turnier erzielte Vitch im Juni 2008 bei der World Series of Poker (WSOP) im Rio All-Suite Hotel and Casino am Las Vegas Strip. Dort kam er bei drei Turnieren in die Geldränge und erhielt sein höchstes Preisgeld von mehr als 50.000 US-Dollar für den neunten Platz bei der Weltmeisterschaft der Variante Limit Hold’em. Bei der WSOP 2012 belegte er dritten Platz bei einem Shootout-Event und erhielt erneut über 50.000 US-Dollar Preisgeld. Anfang Juli 2015 wurde er bei einem WSOP-Event in Seven Card Stud Hi-Low-8 or Better Zweiter für mehr als 110.000 US-Dollar. Bei der WSOP 2016 wurde Vitch bei einem H.O.R.S.E.-Event Dritter für mehr als 90.000 US-Dollar und sicherte sich rund zwei Wochen später bei einem Turnier in Mixed Triple Draw Lowball sein erstes Bracelet sowie eine Siegprämie von mehr als 135.000 US-Dollar. Ein Jahr später gewann er die Seven Card Stud Hi/Lo Championship der WSOP 2017 und erhielt neben seinem zweiten Bracelet den Hauptpreis von über 320.000 US-Dollar. Anfang Februar 2018 spielte Vitch bei den US Poker Open im Aria Resort & Casino am Las Vegas Strip und belegte bei der Mixed Game Championship den mit knapp 250.000 US-Dollar dotierten zweiten Platz. Mitte Dezember 2019 gewann er ein in 8-Game gespieltes High-Roller-Event im Hotel Bellagio am Las Vegas Strip und erhielt aufgrund eines Deals mit Shaun Deeb ein Preisgeld von 116.600 US-Dollar.
Insgesamt hat sich Vitch mit Poker bei Live-Turnieren mehr als 2 Millionen US-Dollar erspielt.

### Braceletübersicht
Vitch kam bei der WSOP 44-mal ins Geld und gewann zwei Bracelets:
| Jahr | Buy-in (in $) | Turnier                                        | Teilnehmer | Preisgeld (in $) |
| ---- | ------------- | ---------------------------------------------- | ---------- | ---------------- |
| 2016 | 02.500        | Mixed Lowball Triple Draw                      | 236        | 136.854          |
| 2017 | 10.000        | Seven Card Stud Hi-Lo 8 or Better Championship | 125        | 320.103          |